# Ralf Dieter Schmidseder
Ralf Dieter Schmidseder (* 23. Juni 1940 in Aschau am Inn; † 27. Februar 2019 in Mainz) war ein deutscher Arzt, Zahnarzt und Kieferchirurg, Autor und Professor für Mund-, Kiefer- und Gesichtschirurgie an der Johannes Gutenberg-Universität Mainz.

## Leben
Schmidseder war Facharzt für Mund-, Kiefer- und Gesichtschirurgie. Von 1966 bis 1969 war er Assistenzarzt an der zahnärztlich-chirurgischen Poliklinik und in der kieferchirurgischen Abteilung der Klinik und Poliklinik für Zahn-, Mund- und Kieferkrankheiten der Universität Münster. 1970 erfolgte die Promotion zum Dr. med. dent.  1970 war er wissenschaftlicher Assistent der Kieferchirurgischen Abteilung der Klinik und Poliklinik für Zahn-, Mund- und Kieferkrankheiten der Universität Mainz, 1973 Facharzt für Mund-, Kiefer- und Gesichtschirurgie. 1974 folgte die Promotion zum Dr. med.  1976 war er Erster Oberarzt der Klinik für Mund-, Kiefer- und Gesichtschirurgie der Universitätsklinik Mainz. 1976–77 wurde er kommissarische Leiter der Klinik für Mund-, Kiefer- und Gesichtschirurgie der Universitätsklinik Mainz. 1977 war seine Habilitation Venia Legendi im Fach Mund-Kiefer-Gesichtschirurgie über „Experimentelle und Klinische Untersuchungen zur Diagnostik und Therapie des Plattenepithelkarzinoms der Mundhöhle“ an der Universität Mainz. 1981 hatte er eine eigene Praxis in Frankfurt/Main.
60 Publikationen mit Schwerpunkten Nervchirurgie, Tumordiagnostik und -therapie (Chemotherapie, Lappentechniken) und Schmerzdiagnostik stammen von ihm. Ralf Dieter Schmidseder war Mitglied mehrerer Gesellschaften.
Schmidseder war mit der Lehrerin Heide Schmidseder, geb. Köppen verheiratet. Das Ehepaar hatte zwei Söhne. Der Sohn Frank Schmidseder (* 1971) ist ebenfalls Professor für Mund-, Kiefer- und Gesichtschirurgie und seit 2006 niedergelassen. Marc Oliver Ralf Schmidseder (* 1981) ist Hautarzt und in eigener Praxis tätig.

## Preise
- 1976 Konrad-Morgenroth-Preis für Karzinomforschung, auf dem Gebiet der Gefäßversorgung des Plattenepithelkarzinoms der Mundhöhle
- 1977 Tagungspreis der Arbeitsgemeinschaft für Kieferchirurgie für die Beschreibung und Erforschung eines neuen Krankheitsbildes "Multiple ameloplastische Fibroodontome in Kombination mit einer Ösophagusstenose-Symptome eines autosomal dominat vererbaren Syndroms"
- 1977 Verleihung des Johann-Georg-Zimmermann Preises der medizinischen Hochschule Hannover für Krebsforschung "Untersuchung über die Wirkungsweise von Antitumormitteln in vitro und in vivo"
- Mildred Scheel Stipendium für Studienaufenthalt an dem amerikanischen Krebszentrum Memorial Sloan Kettering Cancer Center, New York und MD-Anderson Hospital, Houston

## Publikationen (Auszug)
- R. Schmidseder, H. Scheunemann: Nerve injury in fractures of the condylar neck. In: J Maxillofac Surg. Band 5, Nr. 3, Sep 1977, S. 186–190. doi:10.1016/s0301-0503(77)80103-3. PMID 269890
- W. Mueller-Klieser, P. Vaupel, R. Manz, R. Schmidseder: Intracapillary oxyhemoglobin saturation of malignant tumors in humans. In: Int J Radiat Oncol Biol Phys. Band 7, Nr. 10, Okt 1981, S. 1397–1404. doi:10.1016/0360-3016(81)90036-5. PMID 7319864
- T. Ziebart, F. G. Draenert, D. Galetzka, G. Babaryka, R. Schmidseder, W. Wagner, O. Bartsch: The original family revisited after 37 years: odontoma-dysphagia syndrome is most likely caused by a microduplication of chromosome 11q13.3, including the FGF3 and FGF4 genes. In: Clin Oral Investig. Band 17, Nr. 1, Jan 2013, S. 123–130. doi:10.1007/s00784-012-0676-6. PMID 22297612
- J. E. Hausamen, M. Samii, R. Schmidseder: Indication and technique for the reconstruction of nerve defects in head and neck. In: J Maxillofac Surg. Band 2, Nr. 4, Dez 1974, S. 159–167. doi:10.1016/s0301-0503(74)80036-6. PMID 4374479
- G. Nissen, R. Schmidseder: Effect of weather on odontogenic abscesses. In: Dtsch Zahnarztl Z. Band 33, Nr. 11, Nov 1978, S. 794–795. PMID 282989
- R. Schmidseder, H. Dick: Spread of epidermoid carcinoma of the lip along the inferior alveolar nerve. In: Oral Surg Oral Med Oral Pathol. Band 43, Nr. 4, Apr 1977, S. 517–520. doi:10.1016/0030-4220(77)90100-1. PMID 265477
- R. Schmidseder, J. E. Hausamen: Familial congenital occurrence of multiple odontomas. In: Dtsch Zahnarztl Z. Band 28, Nr. 5, Mai 1973, S. 628–632. PMID 4513570

| Personendaten    | Personendaten                              |
| ---------------- | ------------------------------------------ |
| NAME             | Schmidseder, Ralf Dieter                   |
| KURZBESCHREIBUNG | deutscher Arzt, Zahnarzt und Kieferchirurg |
| GEBURTSDATUM     | 23. Juni 1940                              |
| GEBURTSORT       | Aschau am Inn                              |
| STERBEDATUM      | 27. Februar 2019                           |
| STERBEORT        | Mainz                                      |